# Nuyorriqueño

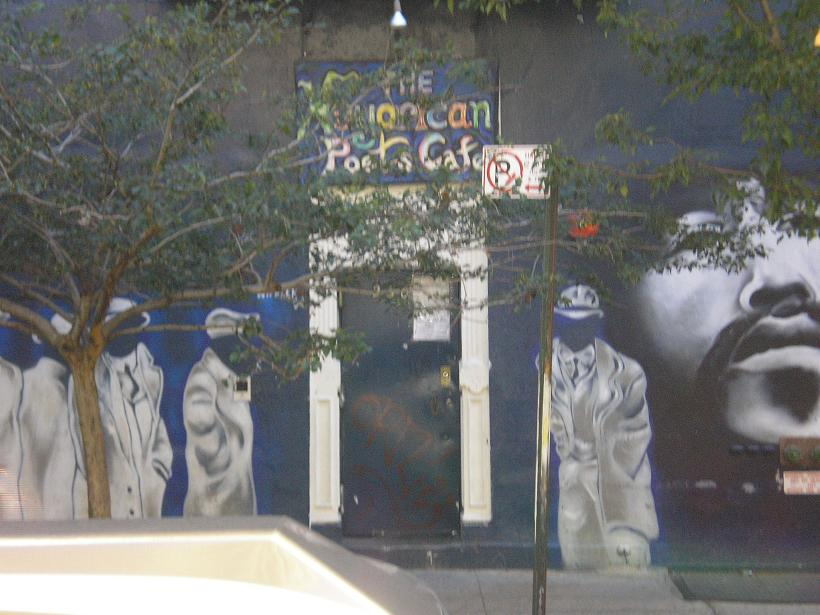
Puerta de entrada del Nuyorican Poets Café, ubicado en la ciudad de New York

Nuyorriqueño es una composición de los términos «neoyorquino» y «puertorriqueño», y se refiere a los miembros, o a la cultura, de la migración de puertorriqueños a la ciudad de Nueva York, en los Estados Unidos. También se refiere a la diáspora puertorriqueña situada en y alrededor del estado, especialmente en la ciudad de Nueva York.
El término también se puede usar para describir los puertorriqueños que viven en otras áreas del noreste de los Estados Unidos pero fuera del estado de Nueva York. A veces los «boricuas», los puertorriqueños nacidos en la isla, usan la palabra para diferenciar entre las personas descendidas de ellos y las personas descendidas de la gente de la raza puertorriqueña nacida fuera de la isla. Su uso se puede considerar peyorativo.
El término se usa también, aunque menos común, para referirse a un neoyorquino que emigró de Nueva York para la isla de Puerto Rico.
Sonia Sotomayor, jueza asociada de la Corte Suprema de los Estados Unidos, se considera a sí misma una ‘nuyorriqueña’, y ha dicho que esas raíces han ayudado en formar su presente carácter.

## Etimología
La palabra "nuyorriqueño" fue creada en 1975, el año de las sesiones poéticas públicas en el Nuyorican Poets Café. Algunos de los más conocidos "nuyorriqueños" que han escrito y exhibido sus experiencias de ser un puertorriqueño en Nueva York son: Miguel Piñero, Sandra María Esteves, Willie Colón, Giannina Braschi y algunos de los poetas nuevos: Nancy Mercado, Edwin Torres y Caridad de la Luz también conocido como "La Bruja."